# شناسه بین‌المللی ماهواره
شناسه بین‌المللی ماهواره یا شناسه کوسپار (به انگلیسی: COSPAR designation) پیمانی بین‌المللی برای نام‌گذاری ماهواره‌ها بوده شامل چندین رقم وابسته به سال پرتاب و قطعه‌های اصلی است. مثلا برای تلسکوپ فضایی هابل شناسه 1990-037B تعیین شده‌است.